# Gonomyia (Gonomyia) guerreroensis
Gonomyia (Gonomyia) guerreroensis is een tweevleugelige uit de familie steltmuggen (Limoniidae). De soort komt voor in het Neotropisch gebied.